# Edward Gleason
Edward Francis Gleason (* 9. November 1869 in Hyannis; † 9. April 1944 ebenda) war ein US-amerikanischer Sportschütze und Arzt.

## Erfolge
Edward Gleason nahm an den Olympischen Spielen 1912 in Stockholm im Trap teil. Im Mannschaftswettbewerb belegte er mit der US-amerikanischen Mannschaft vor Großbritannien und Deutschland den ersten Platz. Mit insgesamt 532 Punkten und damit 21 Punkten Vorsprung hatten sich die Amerikaner, deren Team neben Gleason noch aus Charles Billings, James Graham, John Hendrickson, Ralph Spotts und Frank Hall bestand, die Goldmedaille gesichert. Gleason war mit 80 Punkten der schwächste Schütze der Mannschaft. In der Einzelkonkurrenz belegte er mit 87 Punkten den elften Platz.
Gleason studierte an der University of Vermont und der Universität Wien Medizin und arbeitete sowohl in Boston als auch in Hyannis als Chirurg.